# Saint-Léger (Charente Marittima)
Saint-Léger è un comune francese di 594 abitanti situato nel dipartimento della Charente Marittima nella regione della Nuova Aquitania.

## Società

### Evoluzione demografica
Abitanti censiti